# Эккехардинеры
Эккехардинеры (нем. Ekkehardiner) — германский род, владения которого находились в Тюрингии. Возможно Эккехардинеры были ветвью саксонской династии Людольфингов. Его представители были маркграфами Мейсена, Мерзебурга, Цайца и Саксонской Восточной (Лужицкой) марки. Название род получил по имени первого достоверно известного представителя рода — графа Эккехарда. Род угас в 1046 году.

## Происхождение
В первичных источниках происхождение рода не указывается. Первым достоверно известным представителем рода является граф Эккехард (ум. 954), который был графом в области Мерзебурга. Но на основании ономастических данных историки попытались реконструировать его происхождение. Имя Эккехард встречается в роде Людольфингов — рода герцогов Саксонии, а позже королей Восточно-Франкского королевства и императоров Священной Римской империи. Видукинд упоминает графа Эккехарда, погибшего в битве 25 сентября 936 года. Этот Эккехард был сыном Людольфа, которого отождествляют с одним из сыновей герцога Саксонии Оттона I Светлейшего — Людольфом. По мнению историка Эдуарда Главички, этот Эккехард мог быть отцом Эккехарда Мерзебургского. Одним из аргументов в пользу родства Эккехардингеров с Людольфингами считается тот, что после смерти императора Оттона III в 1002 году маркграф Эккехард I претендовал на трон императора Священной Римской империи.

## История
О графе Эккехарде известно мало. Его вероятным сыном был Гунтер (Гюнтер) (погиб 13 июля 982), который смог объединить в своих руках марки Мерзебург, Магдебург и Цайц. Из двух сыновей Гунтера старший, Эккехард I в 985 году получил Мейсенскую марку. После смерти императора Оттона III Эккехард в 1002 году претендовал на королевский титул, однако в итоге он был убит. Мейсен достался его брату Гунцелину. Ему пришлось оборонять марку от князя Польши Болеслава I Храброго. А в 1009 году он был смещён и помещён в заключение, в котором пробыл до 1017 года. Мейсен был передан его племяннику Герману I, старшему сыну Эккехарда I. 
После смерти в 1046 году бездетного маркграфа Эккехарда II, брата Германа I, род по мужской линии угас.